# 앨릭스 윌킨슨
앨릭샌더 윌리엄 윌킨슨(영어: Alexander William Wilkinson, 1984년 8월 13일 ~ )은 앨릭스 윌킨슨(영어: Alex Wilkinson)으로 불리는 오스트레일리아의 전 축구 선수로, 포지션은 센터백이다. 2012 시즌부터 2015 시즌까지 K리그 클래식 전북 현대 모터스에서 활약한 바 있으며, K리그 등록명은 윌킨슨이었다.

## 축구인 경력

### 선수 경력
A리그가 창설되고 첫 시즌인 2005-06 시즌부터 센트럴코스트 매리너스에서 활약하기 시작하여 2012년 전북 현대 모터스로 이적하기까지 주전으로 활약하며 2회의 리그 우승에 기여하였다. 팀의 주장직을 수행하였으며 2011년엔 센트럴코스트 매리너스에서 좋은 모습을 보이지 못하여 잠시 장쑤 슌톈에 단기 임대되기도 하였다.
2006년에는 2007 아시안컵 오스트레일리아 대표팀 예비 명단에 포함되었으나 최종 발탁되지 못하였다.
전북 현대 모터스에 이적한 후 윌킨슨은 수비에서 불안한 모습을 보이며 주전자리에서 멀어져갔다. 하지만 감독 최강희의 조언과 신뢰로 윌킨슨은 전북의 주전 수비수로 발전했고 오스트레일리아 축구 국가대표팀에 선발되어 FIFA 월드컵에도 출전했다.
2014년에는 2014 월드컵 오스트레일리아 대표팀 명단에 포함되었고, 조별리그 3경기 모두 선발 출전하였다.
2015년 AFC 아시안컵 오스트레일리아 대표팀 명단에 포함되어 중국과의 8강 경기에 출전하였다.
2015년 12월 윌킨슨은 전북을 떠난 이후 자유계약 신분이 되었다. 이후 자국 리그인 멜버른 시티로 이적하였다. 단기계약 종료후 시드니 FC로 이적하였다.

## 수상

### 국가대표
오스트레일리아
- AFC 아시안컵 우승(2015)

### 클럽
전북 현대 모터스
- K리그 클래식 우승 2회(2014, 2015)

### 개인
- 2014 K리그 클래식 베스트 11